# مگان دوگان
مگان دوگان (انگلیسی: Meghan Duggan؛ زادهٔ ۳ سپتامبر ۱۹۸۷) بازیکن هاکی روی یخ اهل ایالات متحده آمریکا است.